# Rotary (entreprise)
 (août 2014).
Si vous disposez d'ouvrages ou d'articles de référence ou si vous connaissez des sites web de qualité traitant du thème abordé ici, merci de compléter l'article en donnant les références utiles à sa vérifiabilité et en les liant à la section « Notes et références ».
Rotary (Rotary Watches Ltd) est une entreprise britannique spécialisée dans la fabrication de montres. 

## Histoire
Elle fut créée à La Chaux-de-Fonds en Suisse par Moise Dreyfuss en 1895. 
Dans les années 1920, des membres de la famille Dreyfuss, installés à Londres, ont commencé à importer des montres Rotary en Grande-Bretagne, qui deviendra, peu à peu, le principal marché de l’entreprise. Le logo Rotary représentant, une "roue ailée", a été introduit en 1925.
En 1940, la marque est devenue le fournisseur officiel de montres pour l’armée britannique. Portées et appréciées par les soldats, les montres Rotary ont accédé à une forte popularité outre-manche. Bien que membre de la Société générale de l’industrie horlogère suisse et fière de ses origines helvétiques, la société Rotary est ainsi devenue progressivement britannique, avec un siège basé à Londres en Angleterre.
Pour autant, une grande partie de la production continua à être réalisée en Suisse, jusque dans les années 1980.
Dans la série Sherlock, Benedict Cumberbatch qui joue Sherlock Holmes porte une Rotary. En 2013, Rotary devient le gardien officiel du temps (timekeeper) du club de football Chelsea FC our une durée de quatre ans. En 2014, le Dreyfuss Group et ses filiales (dont Rotary Watches) sont acquis par la société d'investissement China Haidian Holdings Limited pour 27 millions de livres sterling.
De nos jours, seules les montres les plus prestigieuses de la gamme sont encore fabriquées en Suisse. L’essentiel de la production vient désormais de Chine, avant d’être estampillé du logo de la marque.
Il est à noter que c’est la seule marque au monde à proposer la "Révélation" une montre réversible (pile/face), disposant de deux mouvements distincts et de deux cadrans différents, permettant à l’utilisateur de changer de style à volonté ou de basculer facilement entre deux fuseaux horaires.